# Энтри-Риус-ди-Минас
Энтри-Риус-ди-Минас (порт. Entre Rios de Minas) — муниципалитет в Бразилии, входит в штат Минас-Жерайс. Составная часть мезорегиона Агломерация Белу-Оризонти. Входит в экономико-статистический микрорегион Консельейру-Лафайети. Население составляет 13 749 человек на 2006 год. Занимает площадь 462,816 км². Плотность населения — 29,7 чел./км².

## История
Город основан 20 декабря 1713 года.

## Статистика
- Валовой внутренний продукт на 2003 год составляет 47 153 928,00 реалов (данные: Бразильский институт географии и статистики).
- Валовой внутренний продукт на душу населения на 2003 год составляет 3503,78 реалов (данные: Бразильский институт географии и статистики).
- Индекс развития человеческого потенциала на 2000 год составляет 0,744 (данные: Программа развития ООН).